# Anoplodactylus amora
Anoplodactylus amora is een zeespin uit de familie Phoxichilidiidae. De soort behoort tot het geslacht Anoplodactylus. Anoplodactylus amora werd in 2009 voor het eerst wetenschappelijk beschreven door Bamber & Costa. 